# プレイモービル
プレイモービル（Playmobil）は、玩具のシリーズである。

## 概要
ドイツバイエルン州ミッテルフランケンのツィルンドルフ (Zirndorf ) に本社を置くゲオブラ・ブランドシュテーター社 (Geobra Brandstätter、Geobra Brandstätter GmbH & Co. KG ) が発売している組み立て玩具で、統一された縮尺と世界観によって箱庭を作る事ができる。日本語では「プレイモービル」「プレイモビル」「プレイモビール」などと呼称される。
芸術家であり、グラフィック・デザイナーでもあるライナー・ヴィリングストーファー (Rainer Willingstorfer ) によってブランド名とロゴマークがデザインされた。
基本となる製品は背丈7.5センチメートルの人形で、手や足、頭などを動かしたり回転させたりすることや、手に道具や武器を持たせることが可能である。

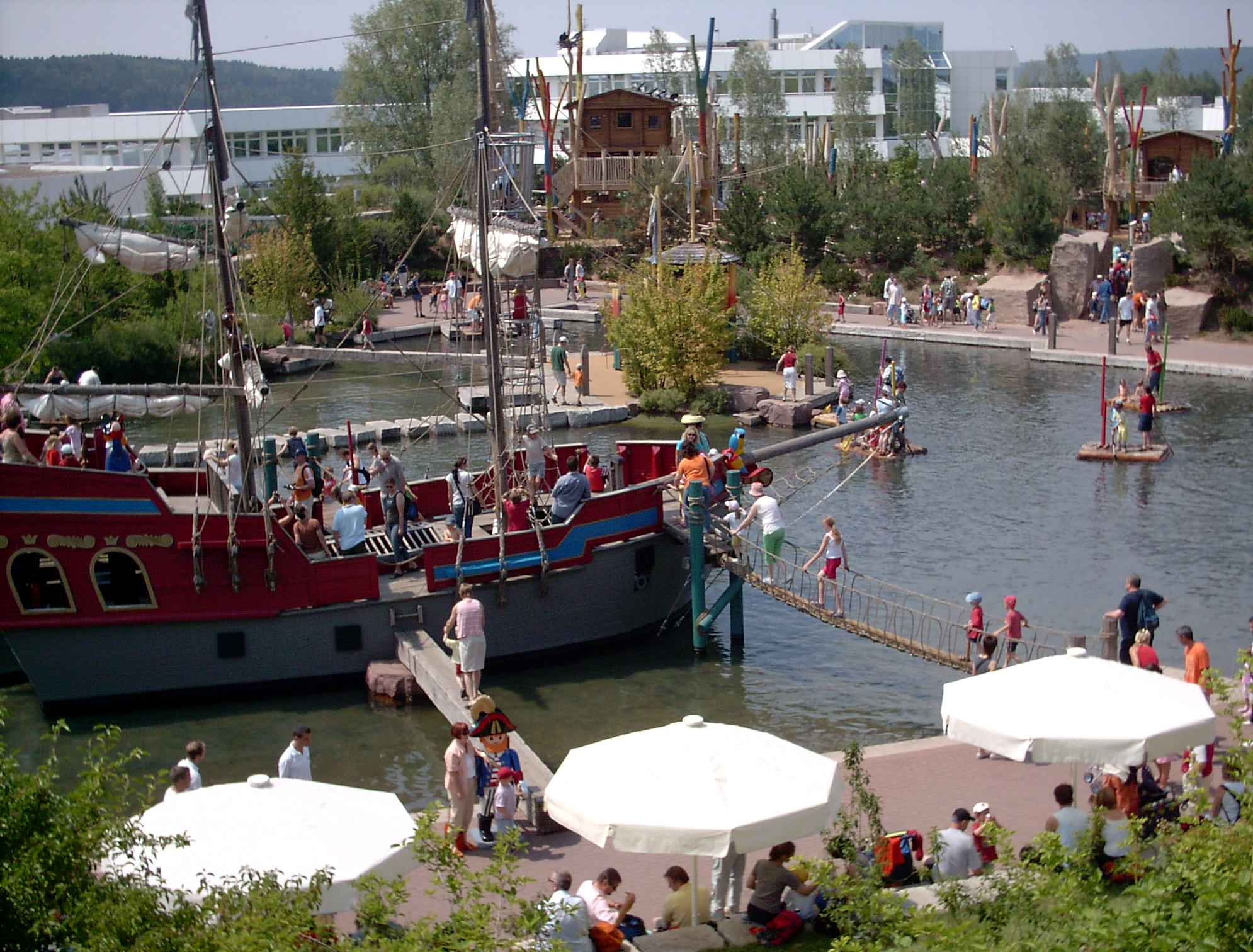
プレイモービル・ファンパーク

ドイツニュルンベルクにホテルが併設された「プレイモービル・ファンパーク」が存在する。

## 歴史・沿革
1971年からハンス・ベック (Hans Beck ) によって開発が始まったプレイモービルであったが、1973年のオイルショックの影響で、1974年から玩具に使用するプラスチックの原料である石油の価格が跳ね上がった。原料の値上げによって、大きなプラスチック製玩具は採算割れを起こすことから、小さなプラスチック製玩具へ移行することになった。
1974年のニュルンベルク国際玩具見本市の前までに、小さいプレイモービルが開発された。最初の製品では「工事中」「西部劇」「騎士」などのテーマに沿って20種類のアクセサリーが展開された。1976年には「女性」が加わり、「子供」「赤ちゃん」は1981年から1983年に発売された。毎年少しずつ製品は改良され、人形の髪型などが変更されていった。
アメリカでは、1982年からSchaper Toysが輸入し発売した。
2019年、株式会社ホットトイズジャパンが国内正規代理店となり、日本公式オンラインストア「プレモストア」をオープン。11月には量販店での展開を開始した。

## 製品

### 主なシリーズ
人と建物、動植物、道具などをセットにしたものが基本である。パーツの数によって大小さまざまな規模のセットがあるが、大人は7.5センチメートル、子供は5.5センチメートル、赤ちゃんは3.5センチメートルという共通サイズになっている。
- 警察
- レスキュー
- 交通
  - 港
  - 鉄道
- 空港
- 農家
- 海賊
- 宇宙
- 歯医者

自動車モデルの中には、RCユニットを組み込んでラジコン化できるモデルが数種類存在する。
現在の鉄道モデルはRC制御だが、かつては鉄道模型のように線路から集電するモデルも売られていた。

#### スペシャル
人形一体と小道具などのセットで、セットのシリーズより安価である。箱の四隅がピンク色になっているのが特徴である。

#### アドオン
基本のセットのパーツ（人形、建物、小物など）をバラ売りしたもの。透明のビニール袋で梱包されており、基本のセットより安価であるが、日本国内では販売されていない。